# ایلیندن (استان بلاگووگراد)
ایلیندن (به بلغاری: Ilinden) یک منطقهٔ مسکونی در بلغارستان است که در شهرستان هاجیدیموفو واقع شده‌است.